# ESL One Cologne 2014

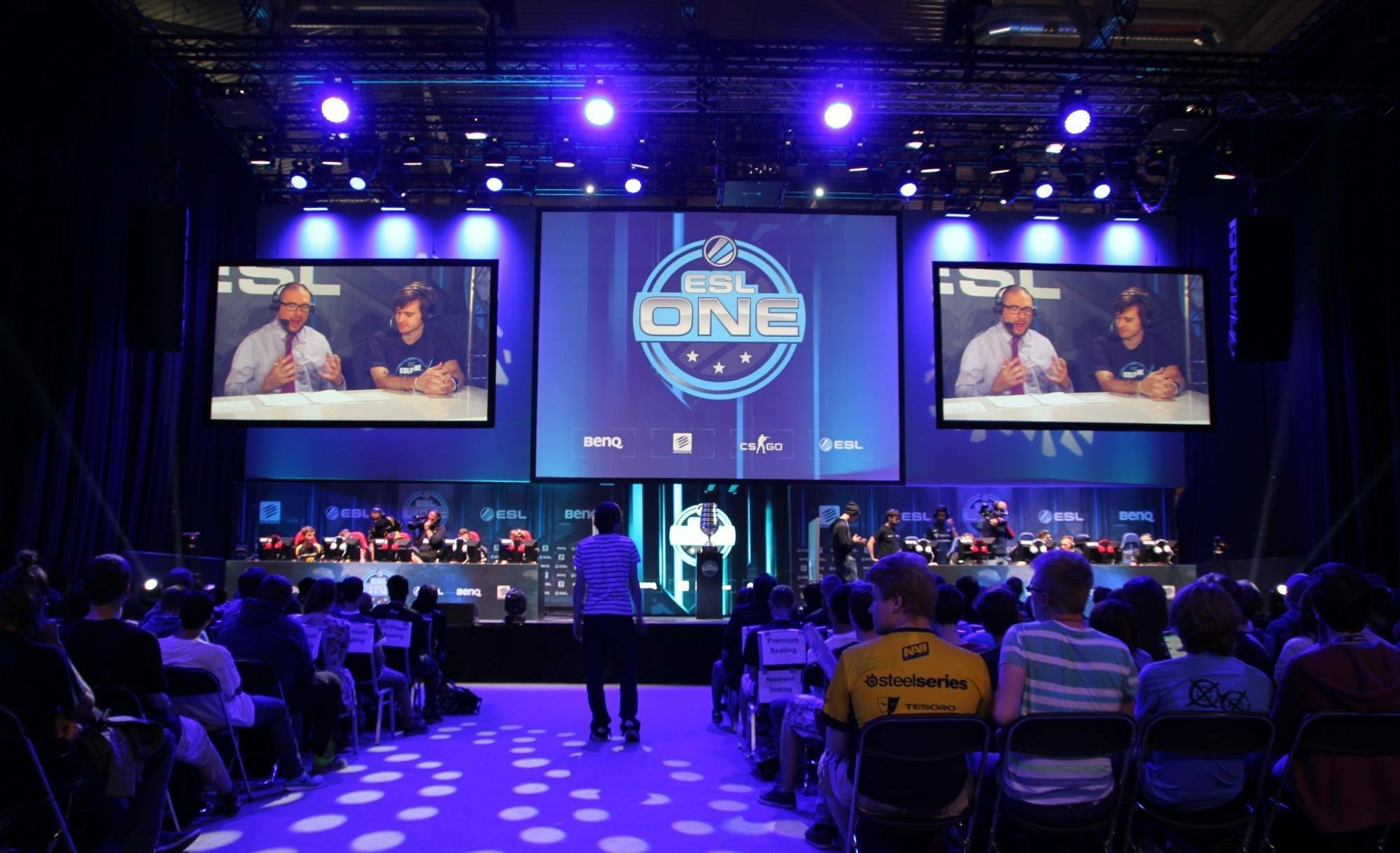
Torneio do ESL One Cologne 2014 e seus comentadores nos ecrãs do palco

Electronic Sports League One Cologne 2014 ou ESL One Cologne 2014 foi o terceiro Major de Counter-Strike: Global Offensive, que foi realizado durante a Gamescom de 2014 do dia 14 a 17 de agosto no Cologne Exhibition Centre, na Alemanha. Este foi o segundo Major de 2014. Foi organizado pela Electronic Sports League numa parceria com a Valve. O torneio teve uma premiação total de US$ 250.000.
O mapa Train foi removido do torneio, enquanto que Cache, Overpass e Cobblestone foram adicionados. O Overpass foi lançado pela Valve apenas um mês antes do troneio e a decisão de adicionar um novo mapa com tão pouco tempo e em eventos importantes causou alguma controvérsia.
Os Ninjas in Pyjamas foram os vencedores do evento depois de derrotarem os Fnatic por 2-1 na final. O torneio foi transmitido em direto no canal oficial da ESL na Twitch. 409 368 pessoas viram a final, enquanto que 2 950 600 pessoas assistiram o torneio durante os 4 dias.

## Formato
As sete melhores equipas do EMS One Katowice 2014 qualificaram-se como "Legends". Seis equipas da Europa, uma da América do Norte, uma da Oceania e uma equipa da Índia disputaram qualificadores online para participar no Major.
As equipas foram divididas em quatro grupos de 4 equipas cada. Todos os jogos da fase de grupos foram jogados à melhor de 1. A seed mais alta jogou a seed mais baixa de cada grupo e a segunda e terceira seeds jogaram uma contra a outra. Os vencedores desses dois jogos jogaram para determinar qual equipa passa para os Playoffs; o perdedor desse jogo jogou outro jogo contra o vencedor das duas equipas perdedoras. O perdedor desse jogo é eliminado do torneio. As duas últimas equipes jogarão uma contra a outra e o vencedor dessa partida seguiu para os playoffs.
Os playoffs são compostos por oito equipas, duas de cada grupo. Todos estes jogos são jogados ao melhor de três, formato de eliminação única. As equipas avançam de fase até ser decidido um vencedor.

### Escolha dos Mapas
Havia sete mapas à escolha, dois a mais do que no anterior major. Cache, Overpass, e Cobblestone foram adicionados ao conjunto de mapas e Train foi retirado. Na fase de grupos, ambas as equipas podem apagar dois mapas. Dos três mapas restantes, o mapa é seleccionado aleatoriamente. Nos playoffs, cada equipa irá primeiro remover um mapa. Em seguida, cada lado escolhe um mapa, que será jogado nos dois primeiros jogos. Se a série for para um terceiro mapa, esse mapa é seleccionado aleatoriamente entre os três mapas restantes.
| Mapas - Cache - Cobblestone - Dust II - Inferno | - Mirage - Nuke - Overpass |

## Equipas
| Legends - Cloud9 - Fnatic - Hellraisers - Ninjas in Pyjamas | - Team Dignitas - Team LDLC.com - Virtus.pro | Qualicadores - Copenhagen Wolves - dAt Team - Epsilon eSports - London Conspiracy - Natus Vincere | - Team iBUYPOWER - Team Wolf - Titan - Vox Eminor |

## Fase de Grupos

### Grupo A
| Pos | Equipa            | W | L | RF | RA | RD  | Pts |
| --- | ----------------- | - | - | -- | -- | --- | --- |
| 1   | Epsilon eSports   | 2 | 0 | 32 | 7  | +25 | 6   |
| 2   | Ninjas in Pyjamas | 2 | 1 | 38 | 34 | +4  | 6   |
| 3   | HellRaisers       | 1 | 2 | 26 | 33 | -7  | 3   |
| 4   | Team Wolf         | 0 | 2 | 11 | 32 | -21 | 0   |

| Jogos do Grupo A  | Jogos do Grupo A | Jogos do Grupo A | Jogos do Grupo A | Jogos do Grupo A |
| Equipa            | Rondas           | Mapa             | Rondas           | Equipa           |
| ----------------- | ---------------- | ---------------- | ---------------- | ---------------- |
| Ninjas in Pyjamas | 16               | Dust II          | 7                | Team Wolf        |
| HellRaisers       | 1                | Inferno          | 16               | Epsilon eSports  |
| HellRaisers       | 16               | Mirage           | 4                | Team Wolf        |
| Ninjas in Pyjamas | 6                | Cobblestone      | 16               | Epsilon eSports  |
| Ninjas in Pyjamas | 16               | Overpass         | 11               | HellRaisers      |

### Grupo B
| Pos | Equipa            | W | L | RF | RA | RD  | Pts |
| --- | ----------------- | - | - | -- | -- | --- | --- |
| 1   | Team LDLC.com     | 2 | 0 | 32 | 14 | +18 | 6   |
| 2   | Natus Vincere     | 2 | 1 | 47 | 39 | +8  | 6   |
| 3   | Copenhagen Wolves | 1 | 2 | 39 | 40 | -1  | 3   |
| 4   | London Conspiracy | 0 | 2 | 7  | 32 | -25 | 0   |

| Jogos do Grupo B  | Jogos do Grupo B | Jogos do Grupo B | Jogos do Grupo B | Jogos do Grupo B  |
| Equipa            | Rondas           | Mapa             | Rondas           | Equipa            |
| ----------------- | ---------------- | ---------------- | ---------------- | ----------------- |
| Team LDLC.com     | 16               | Nuke             | 2                | London Conspiracy |
| Natus Vincere     | 16               | Inferno          | 4                | Copenhagen Wolves |
| Copenhagen Wolves | 16               | Cache            | 5                | London Conspiracy |
| Team LDLC.com     | 16               | Inferno          | 12               | Natus Vincere     |
| Natus Vincere     | 19               | Dust II          | 17               | Copenhagen Wolves |

### Grupo C
| Pos | Equipa         | W | L | RF | RA | RD  | Pts |
| --- | -------------- | - | - | -- | -- | --- | --- |
| 1   | Fnatic         | 2 | 0 | 35 | 23 | +12 | 6   |
| 2   | Virtus.pro     | 2 | 1 | 48 | 28 | +20 | 6   |
| 3   | Team iBUYPOWER | 1 | 2 | 33 | 45 | -12 | 3   |
| 4   | dAT Team       | 0 | 2 | 15 | 32 | -17 | 0   |

| Jogos do Grupo C | Jogos do Grupo C | Jogos do Grupo C | Jogos do Grupo C | Jogos do Grupo C |
| Equipa           | Rondas           | Mapa             | Rondas           | Equipa           |
| ---------------- | ---------------- | ---------------- | ---------------- | ---------------- |
| Virtus.pro       | 16               | Overpass         | 7                | dAT Team         |
| Fnatic           | 16               | Cobblestone      | 7                | Team iBUYPOWER   |
| Team iBUYPOWER   | 16               | Cobblestone      | 6                | dAT Team         |
| Virtus.pro       | 16               | Overpass         | 19               | Fnatic           |
| Virtus.pro       | 16               | Cache            | 2                | Team iBUYPOWER   |

### Grupo D
| Pos | Equipa        | W | L | RF | RA | RD  | Pts |
| --- | ------------- | - | - | -- | -- | --- | --- |
| 1   | Cloud9        | 2 | 0 | 38 | 32 | +4  | 6   |
| 2   | Team Dignitas | 2 | 1 | 46 | 26 | +20 | 6   |
| 3   | Titan         | 1 | 2 | 35 | 39 | -4  | 3   |
| 4   | Vox Eminor    | 0 | 2 | 10 | 32 | -22 | 0   |

| Jogos do Grupo D | Jogos do Grupo D | Jogos do Grupo D | Jogos do Grupo D | Jogos do Grupo D |
| Equipa           | Rondas           | Mapa             | Rondas           | Equipa           |
| ---------------- | ---------------- | ---------------- | ---------------- | ---------------- |
| Team Dignitas    | 16               | Dust II          | 9                | Vox Eminor       |
| Cloud9           | 22               | Dust II          | 18               | Titan            |
| Titan            | 16               | Nuke             | 1                | Vox Eminor       |
| Team Dignitas    | 14               | Mirage           | 16               | Cloud9           |
| Team Dignitas    | 16               | Nuke             | 2                | Titan            |

## Playoffs
|  | Quartas de final | Quartas de final  | Quartas de final |                   |        | Semifinais    | Semifinais | Semifinais |  |  | Final | Final | Final |  |
|  |                  |                   |                  |                   |        |               |            |            |  |  |       |       |       |  |
|  | Suécia           | Fnatic            | 2                |                   |        |               |            |            |  |  |       |       |       |  |
|  | Suécia           | Fnatic            | 2                |                   |        |               |            |            |  |  |       |       |       |  |
|  | Ucrânia          | Natus Vincere     | 1                |                   |        |               |            |            |  |  |       |       |       |  |
|  | Ucrânia          | Natus Vincere     | 1                |                   | Suécia | Fnatic        | 2          |            |  |  |       |       |       |  |
|  |                  |                   |                  |                   | Suécia | Fnatic        | 2          |            |  |  |       |       |       |  |
|  |                  |                   | Dinamarca        | Team Dignitas     | 0      |               |            |            |  |  |       |       |       |  |
|  | França           | Epsilon eSports   | Dinamarca        | Team Dignitas     | 0      | 0             |            |            |  |  |       |       |       |  |
|  | França           | Epsilon eSports   |                  |                   |        |               |            |            |  |  |       |       |       |  |
|  | Dinamarca        | Team Dignitas     | 2                |                   |        |               |            |            |  |  |       |       |       |  |
|  | Dinamarca        | Team Dignitas     | 2                |                   | Suécia | Fnatic        | 1          |            |  |  |       |       |       |  |
|  |                  |                   |                  |                   |        |               |            |            |  |  |       |       |       |  |
|  |                  |                   | Suécia           | Ninjas in Pyjamas | 2      |               |            |            |  |  |       |       |       |  |
|  | França           | Team LDLC.com     | Suécia           | Ninjas in Pyjamas | 2      | 2             |            |            |  |  |       |       |       |  |
|  | França           | Team LDLC.com     |                  |                   |        |               |            |            |  |  |       |       |       |  |
|  | Polónia          | Virtus.pro        | 0                |                   |        |               |            |            |  |  |       |       |       |  |
|  | Polónia          | Virtus.pro        | 0                |                   | França | Team LDLC.com | 1          |            |  |  |       |       |       |  |
|  |                  |                   |                  |                   | França | Team LDLC.com | 1          |            |  |  |       |       |       |  |
|  |                  |                   | Suécia           | Ninjas in Pyjamas | 2      |               |            |            |  |  |       |       |       |  |
|  | Estados Unidos   | Cloud9            | Suécia           | Ninjas in Pyjamas | 2      | 1             |            |            |  |  |       |       |       |  |
|  | Estados Unidos   | Cloud9            |                  |                   |        |               |            |            |  |  |       |       |       |  |
|  | Suécia           | Ninjas in Pyjamas | 2                |                   |        |               |            |            |  |  |       |       |       |  |

### Jogos das Quartas-de-final
| Quartas-de-final | Quartas-de-final | Quartas-de-final | Quartas-de-final | Quartas-de-final  |
| Equipa           | Rondas           | Mapa             | Rondas           | Equipa            |
| ---------------- | ---------------- | ---------------- | ---------------- | ----------------- |
| Fnatic           | 16               | Inferno          | 11               | Natus Vincere     |
| Fnatic           | 7                | Dust II          | 16               | Natus Vincere     |
| Fnatic           | 16               | Nuke             | 14               | Natus Vincere     |
| Epsilon eSports  | 9                | Dust II          | 16               | Team Dignitas     |
| Epsilon eSports  | 8                | Inferno          | 16               | Team Dignitas     |
| Epsilon eSports  | –                | Overpass         | –                | Team Dignitas     |
| Team LDLC.com    | 16               | Dust II          | 14               | Virtus.pro        |
| Team LDLC.com    | 16               | Mirage           | 12               | Virtus.pro        |
| Team LDLC.com    | –                | Inferno          | –                | Virtus.pro        |
| Cloud9           | 16               | Nuke             | 8                | Ninjas in Pyjamas |
| Cloud9           | 14               | Dust II          | 16               | Ninjas in Pyjamas |
| Cloud9           | 14               | Cobblestone      | 16               | Ninjas in Pyjamas |

### Jogos das Semifinais
| Semifinais    | Semifinais | Semifinais  | Semifinais | Semifinais        |
| Equipa        | Rondas     | Mapa        | Rondas     | Equipa            |
| ------------- | ---------- | ----------- | ---------- | ----------------- |
| Fnatic        | 16         | Dust II     | 11         | Team Dignitas     |
| Fnatic        | 16         | Overpass    | 14         | Team Dignitas     |
| Fnatic        | –          | Inferno     | –          | Team Dignitas     |
| Team LDLC.com | 16         | Inferno     | 10         | Ninjas in Pyjamas |
| Team LDLC.com | 6          | Nuke        | 16         | Ninjas in Pyjamas |
| Team LDLC.com | 14         | Cobblestone | 16         | Ninjas in Pyjamas |

### Jogos da Final
| Final  | Final  | Final       | Final  | Final             |
| Equipa | Rondas | Mapa        | Rondas | Equipa            |
| ------ | ------ | ----------- | ------ | ----------------- |
| Fnatic | 11     | Cobblestone | 16     | Ninjas in Pyjamas |
| Fnatic | 16     | Cache       | 8      | Ninjas in Pyjamas |
| Fnatic | 13     | Inferno     | 16     | Ninjas in Pyjamas |

## Classificação final
| Lugar   | Premiação | Equipa            | Classificados para    | Jogadores                                   | Treinador |
| ------- | --------- | ----------------- | --------------------- | ------------------------------------------- | --------- |
| 1.º     | $100,000  | Ninjas in Pyjamas | DreamHack Winter 2014 | f0rest, GeT RiGhT, Xizt, friberg, Fifflaren | pita      |
| 2.º     | $50,000   | Fnatic            | DreamHack Winter 2014 | JW, flusha, pronax, olofmeister, KRiMZ      | Devilwalk |
| 3–4.º   | $22,000   | Team Dignitas     | DreamHack Winter 2014 | FeTiSh, dev1ce, aizy, dupreeh, Xyp9x        | 3k2       |
| 3–4.º   | $22,000   | Team LDLC.com     | DreamHack Winter 2014 | Uzzziii, Happy, KQLY, apEX, Maniac          | MoMan     |
| 5–8.º   | $10,000   | Epsilon eSports   | DreamHack Winter 2014 | Sf, fxy0, kioShiMa, GMX, shox               |           |
| 5–8.º   | $10,000   | Natus Vincere     | DreamHack Winter 2014 | Edward, Zeus, starix, seized, GuardiaN      |           |
| 5–8.º   | $10,000   | Virtus.pro        | DreamHack Winter 2014 | TaZ, NEO, pashaBiceps, byali, Snax          |           |
| 5–8.º   | $10,000   | Cloud9            | DreamHack Winter 2014 | Hiko, sgares, n0thing, shroud, Semphis      |           |
| 9–12.º  | $2,000    | HellRaisers       | –                     | ANGE1, kucher, markeloff, AdreN Dosia       |           |
| 9–12.º  | $2,000    | Copenhagen Wolves | –                     | gla1ve, Pimp, cajunb, karrigan, Nico        |           |
| 9–12.º  | $2,000    | Titan             | –                     | kennyS, SmithZz, NBK, ScreaM, Ex6TenZ       |           |
| 9–12.º  | $2,000    | Team iBUYPOWER    | –                     | DaZeD, Skadoodle, swag, steel, AZK          |           |
| 13–16.º | $2,000    | Team Wolf         | –                     | RiTz, RiX, aStarrr, Ace, MithilF            | kassad    |
| 13–16.º | $2,000    | London Conspiracy | –                     | RUBINO, rain, Skurk, prb, Polly             |           |
| 13–16.º | $2,000    | dAT Team          | –                     | WorldEdit, flamie, ub1que, bondik, Blad3    |           |
| 13–16.º | $2,000    | Vox Eminor        | –                     | AZR, Havoc, SPUNJ, jks, topguN              |           |